# سیکی سگاوا
سیکی سگاوا (انگلیسی: Seiki Segawa؛ زادهٔ ۸ نوامبر ۱۹۶۱) بوکسور اهل ژاپن بود.